# Queen of the Isles
Queen of the Isles — малый морской паром.

## Начало службы
Введен в эксплуатацию под названием «MV Queen of the Isles» (в честь Его Королевского Высочества герцогини Глостерской) в апреле 1965 года. Первоначально использовалась для паромного сообщения между островами Penzance и Scilly, но корабль оказался недостаточно надежным для действия в Северном море и с 1966 года практически не использовался. В 1970 году куплен правительством Великобритании за £ 150,000 и безвозмездно передано правительству Тонга. В 1971 переименован в «Olovaha».

## Служба на Тонга
Паром своим ходом дошёл из Великобритании на Тонга через Панамский канал. Паром под флагом Tonga Shipping Company (Shipping Corporation of Polynesia Ltd) совершал рейсы между островами архипелага Тонга совершая эпизодические рейсы на острова Фиджи и Новой Зеландии.

В августе 1977 при рейсе из Тонгатапу на Ха’паи, из-за остановки двигателей паром не смог уйти от шторма и затонул на мелководье, но все 300 пассажиров были спасены. Спустя несколько недель корабль подняли. Когда в 1982 году появился новый паром с тем же названием, он был продан GLWright.

## Дальнейшая судьба
27 декабря 1980 паром на буксире приведен в Новую Зеландию (Whangarei), где прошел капитальный ремонт и переоборудование. Переименован в «Gulf EXPLORER» и в дальнейшем использовался как плавучее казино в австралийских водах, в 1987 году название поменялось на «Queen of the Isles II» и корабль совершал круизы на Большой Барьерный риф, в 1994 году переименован в «Queen of the Islands» и перепродали в Австралию. В 1996 году он перешёл для работу на Соломоновы острова где он в очередной раз поменял название на «Western Queen». В результате цунами Джастин в 1997 году был выброшен на берег в районе Хониара, где и в течение многих лет разламывается волнами.

## Участие в аннексии Тонга атоллов Минерва
Самым ярким событием в судьбе корабля было участие в аннексии королевством Тонга атоллов Минерва, в котором корабль участвовал как королевская яхта и десантный корабль, доставив на атоллы короля Тауфа’ахау Тупоу IV, его свиту и взвод военнослужащих Сил обороны Тонга (Tonga Defence Services).